# تپه لمسک
تپه لمسک مربوط به هزاره اول قبل از میلاد تا دوره ساسانیان است و در گرگان، ۷ کیلومتری غرب شهر واقع شده و این اثر در تاریخ ۲۳ فروردین ۱۳۴۶ با شمارهٔ ثبت ۷۴۰ به‌عنوان یکی از آثار ملی ایران به ثبت رسیده است.